# Ajhrizon
Ajhrizon (lat. Aichryson) je rod od oko 15 vrsta sukulenata, suptropskih biljaka s Kanarskih otoka, Madeire i Azora. Neke vrste uvezene u Veliku Britaniju i Portugal.

## Vrste
1. Aichryson × aizoides
2. Aichryson × azuajei
3. Aichryson bituminosum
4. Aichryson bollei
5. Aichryson × bramwellii
6. Aichryson brevipetalum
7. Aichryson × buchii
8. Aichryson divaricatum
9. Aichryson dumosum
10. Aichryson intermedium
11. Aichryson laxum
12. Aichryson pachycaulon
13. Aichryson palmense
14. Aichryson parlatorei
15. Aichryson porphyrogennetos
16. Aichryson × praegeri
17. Aichryson punctatum
18. Aichryson roseum
19. Aichryson santamariensis
20. Aichryson tortuosum
21. Aichryson villosum